# 比利亞羅埃爾港
比利亞羅埃爾港是玻利維亞的城鎮，位於該國中部，由科恰班巴省負責管轄，距離首府科恰班巴251公里，海拔高度195米，每年平均降雨量2,300毫米，2010年人口2,379。

## 外部連結
- Map of Carrasco Province